# Heikki Meriläinen
Heikki Meriläinen (né le 21 décembre 1847 à Sotkamo − mort le 12 février 1939 à Paltamo) est un écrivain et collecteur du folklore finnois.

## Son œuvre
- Korpelan Tapani: kuvaus kansan elämästä. WSOY 1888
- Pietolan tytöt, neliosainen romaani. WSOY 1892
- Kahleeton vanki, elämäkerrallinen kuvaus. WSOY 1899
- Huutolaistyttö: kuvaus kovilta ajoilta. WSOY 1899
- Kuppari-Maija, henkilökuva kupparista. JK Höglund 1901
- Vitsa-Matti, tosiperäinen kertomus. Yrjö Weilin 1904
- Sattumuksia Jänislahdella, tendenssiromaani. Karisto 1908
- Korpelan seppä, elämäkerrallinen romaani. WSOY 1909
- Mooses ja hänen hevosensa, romaani. WSOY 1920
- Kuusten juurella, elämäkerrallinen romaani.  WSOY 1922
- Orvon onni, kehitysromaani. WSOY 1925
- Heikki Meriläisen elämä hänen itsensä kertomana. WSOY 1927
- Mitä kylvää sitä niittää: kertomus. WSOY 1929